# موريس بريفرمان
موريس بريفرمان (بالإنجليزية: Maurice Braverman)‏ هو محامي أمريكي، ولد في 1 فبراير 1916 في واشنطن العاصمة في الولايات المتحدة، وتوفي في 25 مارس 2002 في إلكتون في الولايات المتحدة.